# Judes Tadeu
Judes Tadeu   (Paneas i Imperi persa, c. 10 dC - Beirut, c. 62 dC) va ser un dels dotze apòstols de Jesús de Natzaret. Generalment s'identifica amb Tadeu i també és anomenat Judes/Judas de Jaume o Lebeu. De vegades s'ha identificat amb Judes, germà de Jesús.
No s'ha de confondre amb Judes Iscariot, un altre dels apòstols, el que va trair Crist.

## Identitat
El nom, Judes, deriva del grec Ιούδας, que és com apareix al text grec original del Nou Testament, i que és una variant del nom hebreu Judà, comú entre els jueus en aquell temps.

### Nou Testament
Judes de Jaume és esmentat dos cops al Nou Testament: en les llistes d'apòstols donades a l'Evangeli segons Lluc, 6:16, i als Fets dels Apòstols 1:13. El nom que fa servir Lluc, Judes de Jaume, és ambigu pel que fa a la relació entre Judes i Jaume. Habitualment, aquest tipus de construcció denota una relació paternofilial, però en aquest cas, la interpretació habitual és la de "Judes, germà de Jaume," (Lluc, 6:16). Els protestants, però, normalment ho interpreten com a "Judes, fill de Jaume".
L'Evangeli segons Joan esmenta un deixeble anomenat Judes, no l'Iscariot (Joan 14:22). S'accepta que deu ser la mateixa persona que l'apòstol Judes, encara que alguns exegetes pensen que es tracta d'alguna altra persona.
Finalment, en alguns manuscrits bíblics llatins de l'Evangeli segons Mateu (Mateu 10:3), és anomenat Judes el Zelota.

### Identificació amb Tadeu
En la llista donada a Mateu 10:3 i Marc 3:18, Judes no apareix, però hi consta Tadeu (o, com en alguns manuscrits de Mateu «Lebeu que era anomenat Tadeu») al seu lloc. Això ha fet que des d'antic s'hagin considerat la mateixa persona i se l'hagi designat com a Judes Tadeu.
Alguns biblistes, però, refusen aquesta teoria i mantenen que Tadeu i Judes eren persones diferents. Han proposat alternatives com algun tipus de substitució d'un per l'altre, potser degut a la mort o l'abandonament d'un d'ells, o la possibilitat que no fossin dotze apòstols, sinó més, o que es tractés d'alguna errada de transcripció.
També s'ha dit que, com que a causa de la traïció de Judes Iscariot el nom de Judes tenia una connotació negativa, va ser modificat per Marc i Mateu, que en van fer servir un altre.
En tot cas, Tadeu apòstol no s'identifica amb Tadeu d'Edessa, un dels Setanta deixebles.

### Identificació amb Judes, germà de Jesús
Article principal: Judes, germà de Jesús
L'opinió també es divideix pel que fa a identificar-lo amb Judes, germà de Jesús, que s'esmenta a Marc 6:3 i Mateu 13:55-57, i que és l'autor a qui s'atribueix l'Epístola de Judes. Generalment, els catòlics consideren que es tracta de la mateixa persona, mentre que els protestants pensen que són dues persones diferents.

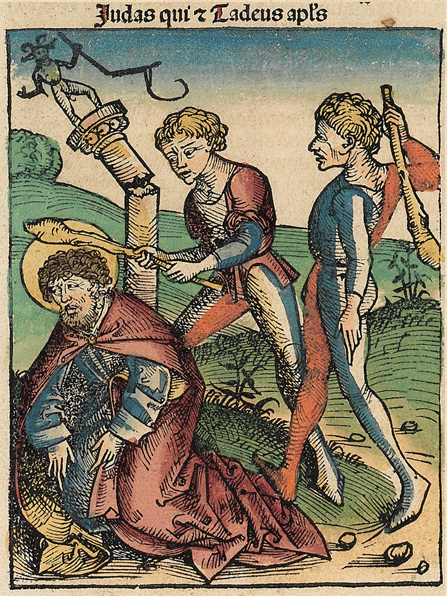
Martiri a la Chronica editada a Nuremberg en 1493
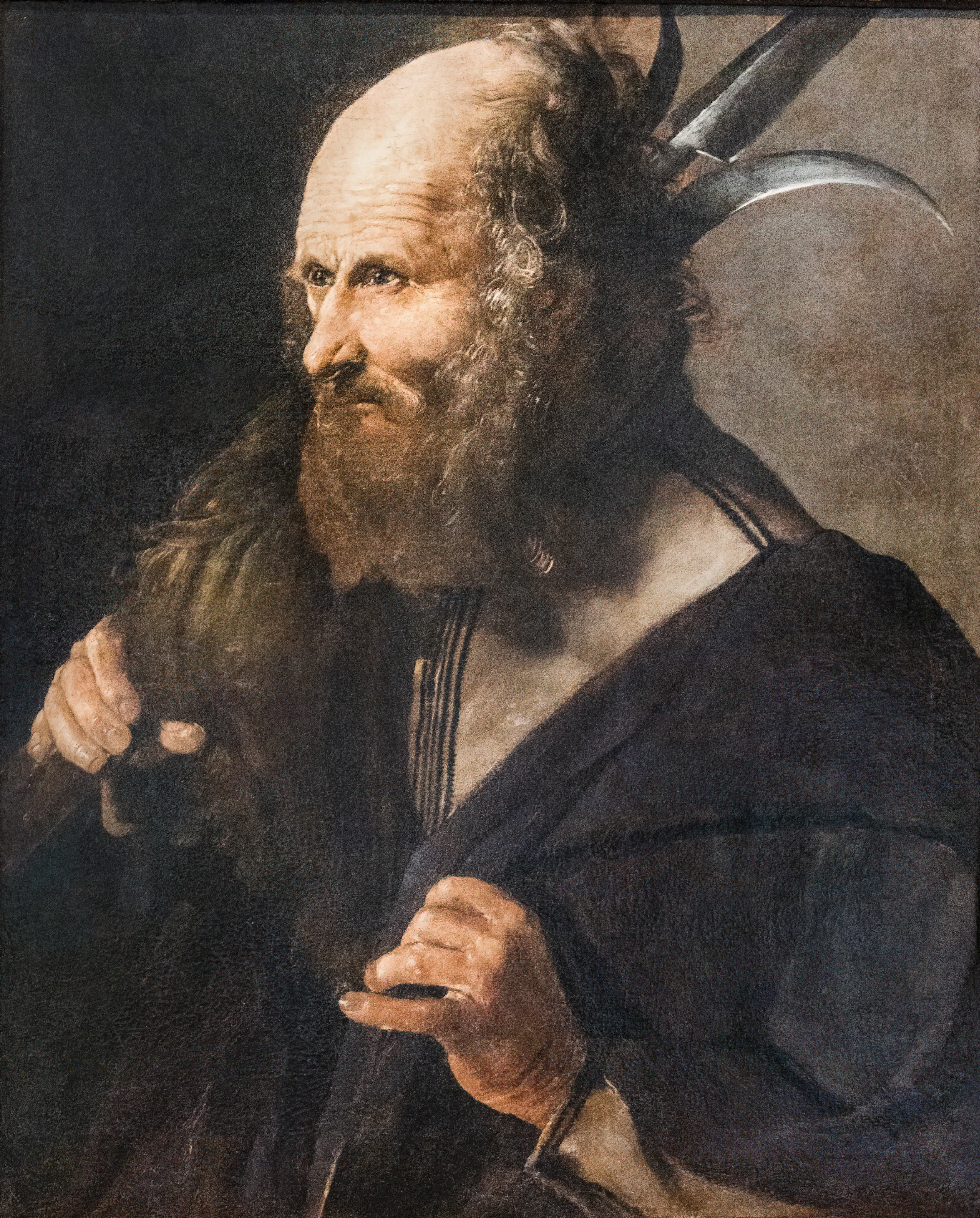
Pintura de Georges de La Tour, ca. 1630 (Albi, Musée Toulouse-Lautrec)
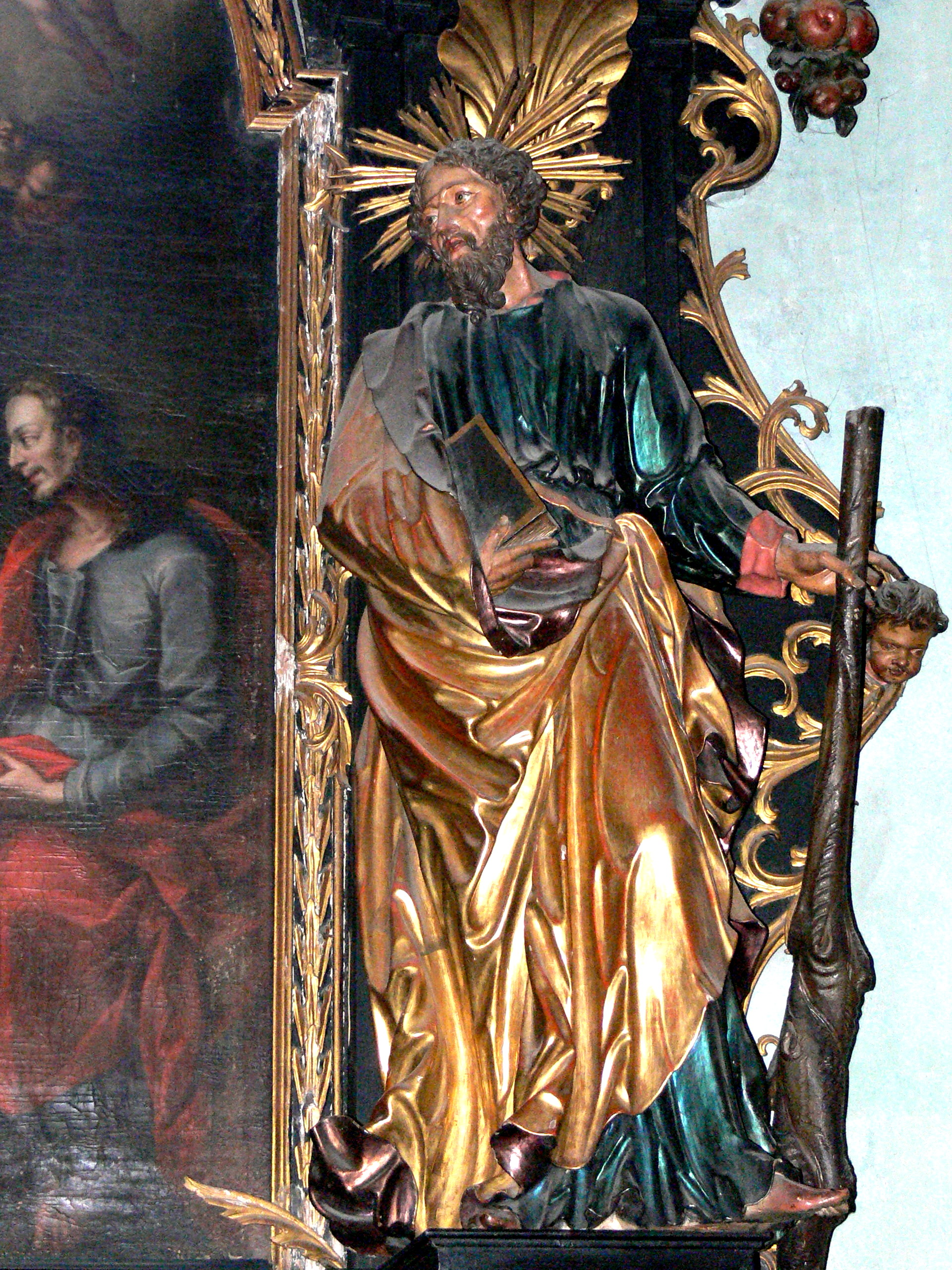
Talla de Joseph Anton Koch, 1740 (Salzkammergut, Sankt Wolfgang)

## Tradició i llegenda
La tradició diu que el sant va predicar a les regions de Galilea, Judea, Samària, Síria, Idumea, Mesopotàmia i Líbia. També es diu que havia estat a Beirut i Edessa, encara que l'enviat a aquesta missió s'identifica amb Tadeu d'Edessa. Es diu que va patir martiri juntament amb Simó el Zelot a Pèrsia. Habitualment, es diu que va ser mort a cops de porra.

### Llegendes
La llegenda diu que Judes havia nascut en una família jueva de Paneas, a Galilea, després anomenada Cesarea de Filip, on probablement era granger. Era fill d'Alfeu (o Cleofàs, en grec; Yəhûdāh bar-Alpheus) i de Maria de Cleofàs, germana de Maria, mare de Jesús. Per tant, era germà de Josep i Jaume (Marc 15, 40) i cosí germà de Jesús, ja que els pares d'ambdós serien germans.
Una tradició armènia diu que Judes i Bartomeu van ser els primers a portar el cristianisme a Armènia: tots dos són venerats com a patrons de la nació.
L'autor del segle xiv Nicèfor Callistus diu que Judes va ser el nuvi de les noces de Canà.

#### Llegenda d'Abgar
Una antiga llegenda, tramesa per un escrit apòcrif que pretenia ésser la correspondència entre Jesús i el rei Abgar V d'Edessa, deia que Abgar envià una carta a Jesús perquè el guarís d'una malaltia que tenia. Va enviar-la amb un missatger, l'arxiver Hannan, oferint-li la seva ciutat perquè hi restés i visqués amb seguretat. Jesús, impressionat per la fe d'Abgar, va eixugar-se la cara en una peça de roba i la va donar a Hannan perquè la portés al rei: a la roba havia quedat "imprès" el rostre de Crist.
En veure-la, el rei va col·locar la roba en un lloc d'honor de la ciutat. Quan ja Crist havia mort, Judes va ser enviat a Edessa; allí va guarir el rei en nom de Crist i el rei es va convertir al cristianisme, juntament amb els seus súbdits. Altres tradicions identifiquen aquest Judes amb Tadeu d'Edessa.

## Mort i relíquies
Segons la tradició armènia, Judes va ser martiritzat cap al 65 a Beirut (Líban), juntament amb Simó apòstol. Altres tradicions diuen que van ser morts a Pèrsia. Habitualment són venerats tots dos plegats i la celebració de la seva festivitat és, a l'Església catòlica, conjunta el dia 28 d'octubre
Van ser enterrats (a Beirut o Babilònia, segons les tradicions) i, cap al segle vii, quan els musulmans van envair el territori, van ser traslladats a Roma, a la cripta de la basílica de Sant Pere del Vaticà. La capella de Sant Andreu, sota l'Altar de la Crucifixió de Sant Pere, en conserva relíquies. Al cap d'un segle, el Papa Lleó III va donar les relíquies de Judes a Carlemany (800), que les va dipositar a la basílica de Sant Sadurní de Tolosa (França), on són venerades actualment.
Una altra tradició diu que les restes de Sant Judes eren al monestir armeni del llac Issyk-Kul, al Kirguizstan, almenys fins al segle xv. Després, les fonts varien i diuen que continuaren al monestir o que van ser portades a les muntanyes del Pamir. En 2008 van trobar-se les ruïnes del monestir.

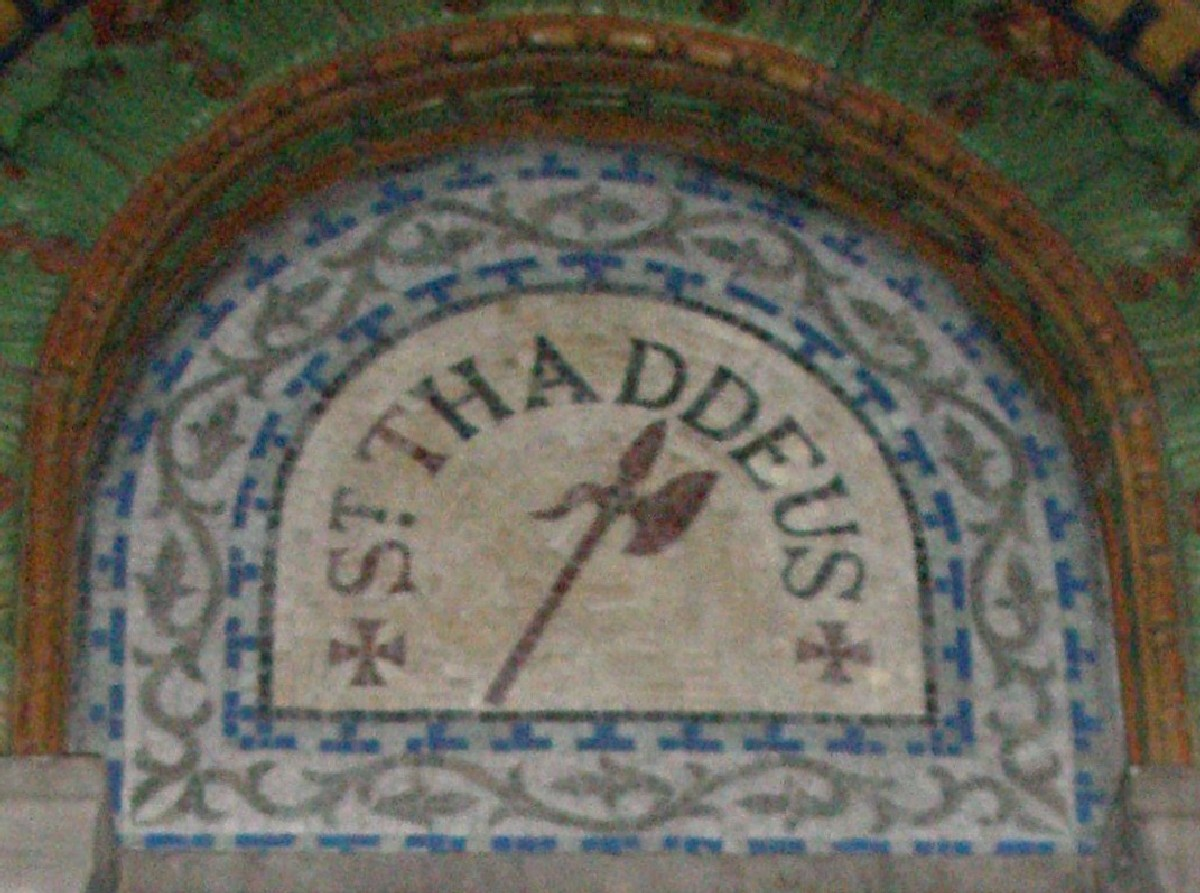
Mosaic amb el símbol del martiri del sant
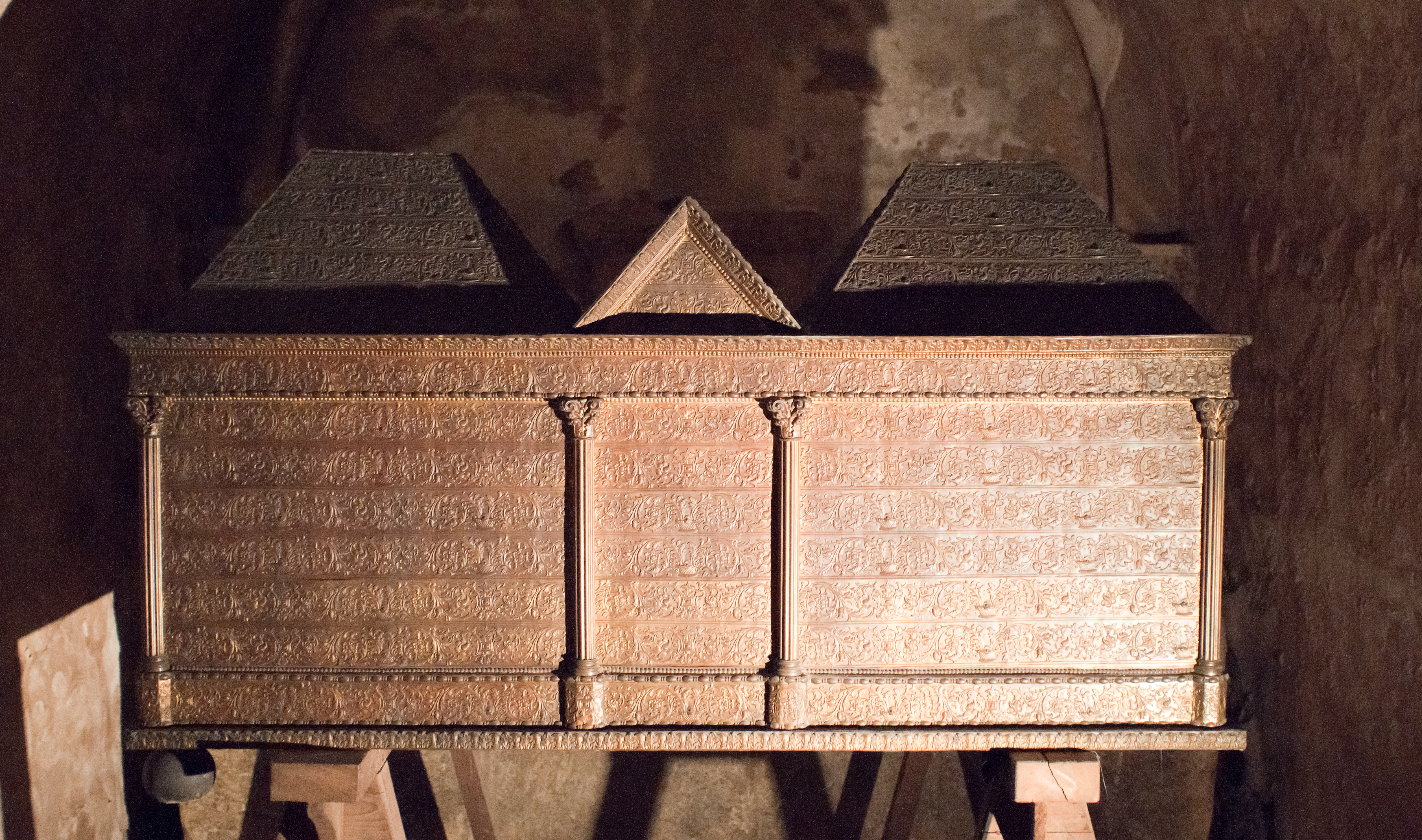
Reliquiari dels sants apòstols Judes Tadeu i Simó, a Tolosa de Llenguadoc.

### Veneració
Sant Judes és invocat en situacions desesperades o de solució impossible, ja que a l'Epístola de Judes es remarca que el fidel ha de perseverar quan les circumstàncies són difícils i dures. És conegut com el patró de les causes perdudes. Una altra versió diu que aquest patronatge ve de la confusió amb Judes Iscariot: com que la veneració a l'apòstol traïdor no era permesa, només l'invocaven aquells que es trobaven en una situació desesperada.
La seva festa és el 28 d'octubre.